# Journal of Materials Chemistry
Il Journal of Materials Chemistry è stato una rivista scientifica settimanale sottoposta a revisione paritaria che trattava le applicazioni, le proprietà e la sintesi di nuovi materiali. Fondata nel 1991, era pubblicata dalla Royal Society of Chemistry. Alla fine del 2012 la rivista è stata suddivisa in tre riviste indipendenti: Journal of Materials Chemistry A dedicata ai temi dell'energia e della sostenibilità, il Journal of Materials Chemistry B dedicato a biologia e medicina e il Journal of Materials Chemistry C che invece tratta di dispositivi ottici, magnetici ed elettronici.
La redattrice capo era Liz Dunn.